# Айова (племе)
Айова (на английски: Iowa) е сиуезично индианско племе, обитавало Големите равнини в Северна Америка. Прародината им се намира северно от Големите езера. По-късно се изместват на юг в южен Уисконсин и източна Айова. През 1836 г. им е даден резерват в североизточен Канзас. През 1878 г. група от племето напуска резервата в Канзас и се заселва между сауките и фоксите в Индианската територия. Така днес племето е съставено от две федерално признати племенни единици – Племето айова в Оклахома със седалище в Пъркинс, Оклахома и Племето айова в Канзас и Небраска със седалище близо до Уайт Клауд, Канзас.

## Език
Айова, заедно с ото, мисури и уинебаго са класифицирани в групата Чивире на Сиукското езиково семейство.

## Население
По предварителни преценки през 1760 г. племето наброява около 1100 души. През 1805 г. Луис и Кларк съобщават за 200 мъже или около 800 души общо. През 1875 г. са отчетени 219 души, а през 1961 г. 348 в Канзас и Оклахома. През 1996 г. в Канзас – Небраска са регистрирани 2147 души, а през 2003 г. в Оклахома 496 са се определили като айова.

## Култура
Уседнало племе, занимаващо се в равна степен с лов и земеделие. Отглеждали царевица, боб, тикви, слънчоглед. Два пъти в годината се провеждал всеобщ лов на бизони. Отделно мъжете ловували елени, бобри, ракуни, видри, мечки и други животни. Жените събирали корени, различни семена и диви плодове. Също така ловели и риба. Жените шиели дрехи от животински кожи. Сдобиват се с коне около 1730 г. В културата им присъстват елементи от Североизточната горска култура.
Племето използва няколко вида структури. Основно жилище е дървена постройка от пръти с куполовиден покрив свързана с отворен навес подобен на беседка и двете покрити с кора и кожи. Този дом се нарича чакидутан (свързани заедно). По време на лов или пътуване се използва коженото типи, наричано чиботлаже (къща, стояща изправена). В селото имало и една доста по-голяма постройка подобна на дървения дом, само че с островръх покрив. Тя се нарича нахачи (къща от дървесна кора) и се използвала за големи събирания.
Жените носели косите си на две плитки ако са необвързани и на една плитка по гърба, когато са женени. В старите времена мъжете бръснели главите си като оставяли само един гребен в средата, завършващ с дълъг кичур по гърба.
Татуирането било общо. То не било свързано с определен клан, а имало за цел да покаже социалния статус. Само дъщерите на вождовете и изтъкнатите войни се татуирали.
Племето било организирано в патрилинейни кланове, които от своя страна били организирани в 2 части. Всеки клан има специални отговорности. Клановете имали свещени амулети използвани в церемонии. Имало двама наследствени вождове. Семействата на вождовете са с висок статус, превъзхождащ семействата на изтъкнатите войни, които са над обикновените семейства. Мъжете членували във военни общества. Имало и общество на мъжете и жените лечители. Клановете (уохиго) имат своя история за произход и затова как са станали част от племето. Всеки клан има отделно история за мястото, от където са дошли и как са се обединили, за да формират племето. Всеки клан има специални задължения, привилегии и отговорности. Вождовете били винаги от клана на Мечката и на Бизона.

## История
Айова, заедно с ото и мисури в миналото са били част от племето уинебаго и са живели заедно на север от Големите езера. Под натиска на мигриращите оджибуей, отава и потауатоми те се изместват на юг. Около 1570 г. в южен Уисконсин айова, ото и мисури се отделят от уинебаго и се отправят на запад към Мисисипи като се установяват в Айова. Тук айова се отделя и получава името „пахожа – сив сняг“, което запазва като свое. На белите хора стават известни като „айоуей“ или „айоуа“.
Първият европеец, който споменава племето е йезуита Луи Андре през 1676 г. В периода 1685 – 1686 г. с тях търгува Никола Перо. През това време айова са в съюз със сиуксите и воюват срещу сауките, фоксите, потауатомите, кикапу, илиной, маямите и пианкашо. Малко по-късно съюзът със сиуксите се разпада. През 18 век участват във войните между англичаните и французите, а после и между англичаните и американците.
След като се отделят от уинебаго, айова първоначално се установява на Рок Ривър в Илинойс, близо до вливането и в Мисисипи. През 1848 г. човек от племето прави карта показваща по-нататъшния им път: От Рок Ривър се местят на река Де Мойн, а от там в югозападна Минесота. След това се установяват на Мисури близо до устието на Плат. Оттук се местят при изворите на Литъл Плат, а после на западния бряг на Мисисипи малко над устието на Де Мойн. Следващо спиране е на Солт Ривър, после на Черитън, на Гранд Ривър и от там на Мисури срещу Форт Левънуърт, където живеят по време на изготвяне на картата. По времето на пристигането на Льо Сюр през 1701 г. айова вероятно живеят близо до устието на река Блу Еърт в Минесота. Известно е, че Льо Сюр изпраща хора да ги поканят да се преместят близо до техния форт, тъй като научава че били добри земеделци. Точно тогава племето се е преместило на Мисури близо до омаха. През 1804 г. според Луис и Кларк те живеят на Плат и наброяват 200 войни или около 800 души общо. През 1811 г. се съобщава за жестока война между тях и осейджите. В периода от 1812 г. до 1836 г. племето страда много от нападения от страна на сиуксите, сауките и фокс. След Войната от 1812 г. правителството на САЩ дава земите им в долната част на Мисури на ветерани. Под постоянния натиск на белите заселници през 1824 г. племето отстъпва всичките си земи на Мисури и през 1836 г. им е даден резерват в североизточен Канзас. През 1840 г. няколко айови пътуват до Вашингтон, а някои отиват и в Европа, където под ръководството на Джордж Катлин танцуват и провеждат церемонии пред публика. Млади войни постоянно напускат резервата до края на 1850-те, за да нападат омаха и поуните. По време на Гражданската война 46 войни служат като скаути в армията на Съюза.